# すっとばす (アルバム)
『すっとばす』は、ウルフルズ2枚目のアルバム。1994年8月31日発売。発売元は東芝EMI。

## メンバー・演奏者
- トータス松本 - ボーカル・ギター・ハーモニカ・パーカッション
- ジョン・B・チョッパー - ベース
- サンコンJr. - ドラムス・パーカッション
- ウルフルケイスケ - ギター
- 佐藤史朗：キーボード
- 田中一郎：ギター

## 収録曲

### CD
全曲 作詞・作曲：トータス松本（特記以外）、編曲：伊藤銀次、ウルフルズ
| #         | タイトル              | 作詞                             | 作曲                     | 時間  |
| --------- | --------------------- | -------------------------------- | ------------------------ | ----- |
| 1.        | 「すっとばす」        | トータス松本                     | トータス松本 サンコンJr. | 2:55  |
| 2.        | 「彼女はブルー」      | トータス松本                     | トータス松本             | 3:08  |
| 3.        | 「借金大王」          | トータス松本                     | トータス松本             | 3:42  |
| 4.        | 「びんぼう'94」       | 大瀧詠一                         | 大瀧詠一                 | 3:17  |
| 5.        | 「きみだけを」        | トータス松本                     | トータス松本             | 4:34  |
| 6.        | 「あの娘に会いたい」  | ウルフルケイスケ トータス松本    | ウルフルケイスケ         | 3:49  |
| 7.        | 「おねがいGOOD TIME」 | トータス松本                     | トータス松本 サンコンJr. | 2:53  |
| 8.        | 「涙のままで」        | トータス松本 山田ひろし 伊藤銀次 | トータス松本             | 4:41  |
| 合計時間: | 合計時間:             | 合計時間:                        | 合計時間:                | 28:59 |

## 曲解説
1. すっとばす
2. 彼女はブルー
3. 借金大王
4. びんぼう'94[3]
5. きみだけを 映画『かわいいひと』挿入歌。
6. あの娘に会いたい
7. おねがいGOOD TIME
8. 涙のままで